# Gau-Weinheim
Gau-Weinheim  ist eine Ortsgemeinde im Landkreis Alzey-Worms in Rheinland-Pfalz. Sie gehört der Verbandsgemeinde Wörrstadt an.

## Geographie
Die Gemeinde ist ein Weinort im rheinhessischen Hügelland an den Ausläufern des Wißberges.

## Geschichte
Erstmals wurde der Ort 767 urkundlich mit Wigenheim erwähnt, als Adalgart zwei Weingärten dem Kloster Lorsch schenkte. Bis 1869 lautete der Name Nieder-Weinheim.

## Politik

### Gemeinderat
Der Gemeinderat in Gau-Weinheim besteht aus zwölf Ratsmitgliedern, die bei der Kommunalwahl am 9. Juni 2024 in einer personalisierten Verhältniswahl gewählt wurden, und dem ehrenamtlichen Ortsbürgermeister als Vorsitzendem. Bei der Wahl 2019 wurden die Ratsmitglieder in einer Mehrheitswahl gewählt, da nur eine Liste eingereicht wurde.
Die Sitzverteilung im Gemeinderat:
| Wahl | WGK *             | GfGW **           | Gesamt   |
| ---- | ----------------- | ----------------- | -------- |
| 2024 | 5                 | 7                 | 12 Sitze |
| 2019 | per Mehrheitswahl | per Mehrheitswahl | 12 Sitze |

### Ortsbürgermeister
Beatrice Palumbieri (Gemeinsam für Gau-Weinheim) wurde 2024 Ortsbürgermeisterin von Gau-Weinheim.
Ihr Vorgänger war Hans-Bernhard Krämer.

### Wappen
| Wappen von Gau-Weinheim | Blasonierung: „In Silber eine gehenkelte blaue Weinkanne zwischen zwei roten Weinleitern.“ |
| Wappen von Gau-Weinheim | Wappenbegründung: Es geht auf überlieferte Gerichtssiegel von 1536 und 1596 zurück. Schon damals war die Weinkanne in Form eines Weinkrugs als ein heraldisch selten vorkommendes Motiv vorhanden, während die Weinleitern im heutigen Wappen durch zwei Weinbäume ersetzt waren. Beide Sinnbilder weisen auf den Weinbau als Hauptwirtschaftszweig hin und sind gleichzeitig redendes Symbol für den Ortsnamen. Das Gau-Weinheimer Wappen wurde 1982 durch Beschluss des Ortsgemeinderats Gau-Weinheim eingeführt. |

## Kultur und Sehenswürdigkeiten

### Bauwerke

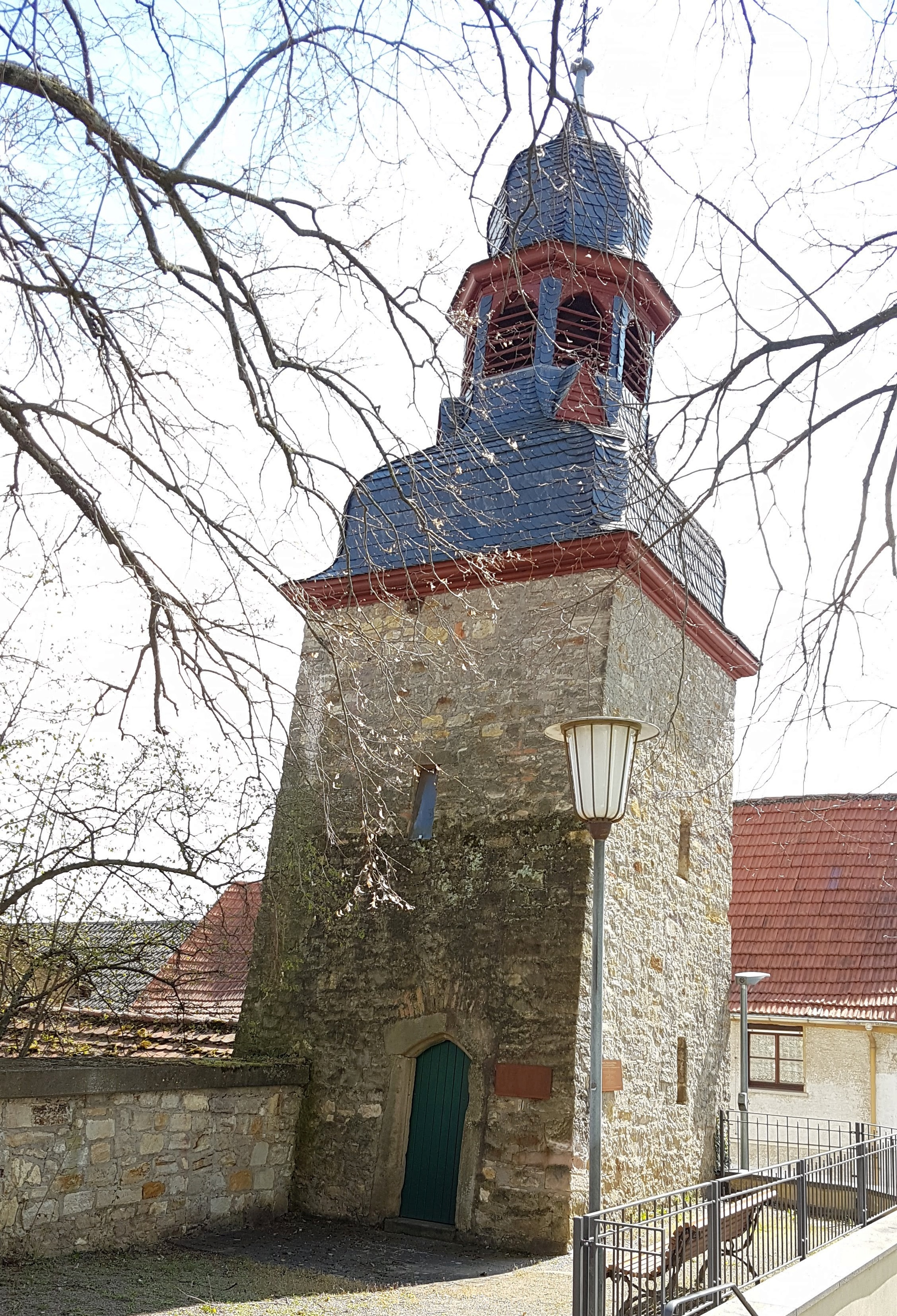
Schiefer Turm von Gau-Weinheim

Mit dem sogenannten Gemeindeturm besitzt der Ort noch einen alten Eckturm des ehemals die Kirche umschließenden Wehrfriedhofs. Es ist ein aus dem Mittelalter stammender Wehrturm. Im Jahr 1749 wurde er zum Glockenturm umgebaut. Das Besondere an ihm ist, dass er sich allmählich zur Seite neigt und heute mit einer Neigung von 5,4277° sogar als der „schiefste Turm der Welt“ gilt.
Siehe auch: Liste der Kulturdenkmäler in Gau-Weinheim

### Naturdenkmäler
Gau-Weinheim und der Wißberg gehören zu den rheinhessischen Fundorten etwa zehn Millionen Jahre alter Säugetierreste aus den Dinotheriensanden des Ur-Rheins. Dinotheriensande sind Ablagerungen, die häufig Zähne und Knochenreste des Rüsseltieres Dinotherium enthalten.

### Regelmäßige Veranstaltungen
Die alljährliche Kerb findet immer am zweiten Wochenende im September statt.